# Aaron Blaise
Aaron Blaise (Burlington, 1968. február 17. –) amerikai festő, animátor, filmrendező és oktató. Olyan népszerű filmeken dolgozott, mint a Mackótestvér (2003), Aladdin (1992) vagy A szépség és a szörnyeteg (1991). 2004-ben Oscar-díjra jelölték a Mackótestvért legjobb animációs film kategóriában.

## Élete
Aaron Blaise 1968. február 17-én született a Vermont megyei Burlingtonban. 1989-ben illusztrátorként végzett a Ringling College of Art and Design iskolában.
Még abban az évben elkezdett dolgozni mint animátor és supervising animator a Walt Disney Animation Studiosnál 8 évig olyan filmeken, mint a Mentőcsapat a kenguruk földjén, A szépség és a szörnyeteg, Aladdin, Oroszlánkirály, Pocahontas, és Mulan. Majd 1997-től kezdődően rendezőként dolgozott 12 évig és társrendezőként elkészítette a Mackótestvért, amit 2004-ben Oscar-díjra jelölték legjobb animációs film kategóriában. Megjelenése után a Disney's Burbank animációs stúdiójához került, ahol különböző projekteken dolgozott.
2007. március 11-én elhunyt a felesége, aminek következtében elment a kedve a filmkészítéstől, majd otthagyta a Disney-t. 2013-ban a Paramount Pictures-nél dolgozott kevesebb mint egy évet mint visual development artist. 2010 és 2014 között a Tradition Studios-nál a The Legend of Tembo című animációs filmen dolgozott rendezőként, de a cég csődbe ment és ő végül újra munka nélkül maradt. 2012-ben elhatározta, hogy üzleti partnerével, Nick Burch-kal létrehozzák a CreatureArtTeacher weboldalt, ahol online tud tanítani, átadva a több évtizedes tudását.

## Filmográfia

### Animációs részleg
| Év   | Cím                                         | Tevékenység                              | Karakterek         |
| ---- | ------------------------------------------- | ---------------------------------------- | ------------------ |
| 1990 | Roller Coaster Rabbit (rövidfilm)           | Animátor asszisztens                     |                    |
| 1990 | Mentőcsapat a kenguruk földjén              | Animációs asszisztens                    |                    |
| 1991 | A szépség és a szörnyeteg                   | Animátor                                 | Szörnyeteg         |
| 1992 | Aladdin                                     | Animátor                                 | Jázmin, Rajah      |
| 1993 | Trail Mix-Up (rövidfilm)                    | Karakter animátor                        |                    |
| 1994 | Oroszlánkirály                              | Supervising Animator                     | fiatal Nala        |
| 1994 | Oroszlánkirály (videojáték)                 | Supervising Animator                     | fiatal Nala        |
| 1995 | Pocahontas                                  | Animátor                                 | Pocahontas         |
| 1996 | Kacsacsapat (TV-sorozat)                    | Animációs rendező – 1. rész              |                    |
| 1998 | Mulan                                       | Supervising Animator                     | Yao és a Fa család |
| 2013 | John Lewis: The Bear & the Hare (rövidfilm) | Supervising Animator, Character Designer |                    |
| 2016 | The Dream Catcher (rövidfilm)               | Karakter tervezés                        |                    |
| 2020 | Spread the Love (rövidfilm)                 | Animátor                                 | Bear Hugs          |

### Rendezőként
| Év   | Cím                              |
| ---- | -------------------------------- |
| 1999 | How to Haunt a House (rövidfilm) |
| 2003 | Mackótestvér                     |
| 2014 | The Legend of Tembo (törölve)    |
| 2020 | Art Story (folyamatban)          |

### Művészi részleg
| Év   | Cím         | Tevékenység                         |
| ---- | ----------- | ----------------------------------- |
| 2017 | Mum (Short) | Illusztrátor / Festő                |
| 2020 | Wolfwalkers | Concept Artist / Visual Development |